# Mosnac-Saint-Simeux
Mosnac-Saint-Simeux es una comuna nueva francesa situada en el departamento de Charente, de la región de Nueva Aquitania.

## Historia
Fue creada el 1 de enero de 2021, en aplicación de una resolución del prefecto de Charente del 3 de diciembre de 2020 con la unión de las comunas de Mosnac y Saint-Simeux pasando a estar el ayuntamiento en la antigua comuna de Mosnac.

## Composición
| Comuna delegada | Código INSEE | Población (2018) | Superficie (km²) | Densidad (hab./km²) |
| --------------- | ------------ | ---------------- | ---------------- | ------------------- |
| Mosnac          | 16233        | 449              | 6.33             | 71                  |
| Saint-Simeux    | 16351        | 577              | 9.4              | 61                  |